# 太阳乡 (稷山县)
太阳乡，是中华人民共和国山西省运城市稷山县下辖的一个乡镇级行政单位。

## 行政区划
太阳乡下辖以下地区：
太阳村、坞堆村、庙岔村、小阳坡村、小阳堡村、小阳村、勋重村、东里村、西里村、董家庄村、均安村、均和村、西小郝村、白池村、白辛村、三堡村、白家庄村、坞堆坡村、修善村、丁庄村、兴隆庄村、东王村、西王村、北王村、三坡村、杨家庄村、上王尹村、长岭村、刘家坪村、石佛沟村和下王尹村。